# Ladislao López Bassa
Ladislao López Bassa (Manacor, Baleares, 1905-Madrid, 1942) fue un militar español, conocido por su papel en la Guerra Civil Española.

## Biografía
Nacido en 1905 en la localidad mallorquina de Manacor, en 1925 ingresó en el cuerpo de ingenieros militares. Aunque inicialmente fue miembro del partido Renovación Española, posteriormente se pasaría a Falange. De hecho, López Bassa sería uno de los fundadores y organizadores de Falange en Mallorca. Estando destinado en la isla, formó parte de la conspiración militar contra la República; cuando en julio de 1936 se produjo la sublevación militar, López Bassa se unió rápidamente a la rebelión. Dirigió trabajos de fortificación costera en la zona de Son Servera, estableciendo trincheras y nidos de ametralladoras.
Posteriormente se trasladaría a la península, quedando adscrito al cuartel general de Franco. Personaje oscuro, algunos autores han señalado a López Bassa como uno de los ideólogos del establecimiento de una «Falange unificada y franquista». Tras la promulgación del Decreto de Unificación en abril de 1937 y el establecimiento de FET y de las JONS, Franco situó a López Bassa como secretario de la recién establecida Junta Política de Falange, convirtiéndose en el auténtico hombre fuerte dentro del secretariado político del nuevo partido. En la práctica, ejerció de forma provisional la secretaría general de FET y de las JONS, hasta que Raimundo Fernández-Cuesta asumió el cargo de Secretario general a finales de 1937. Amigo personal de Canuto Boloqui, intervendría en su nombramiento como jefe provincial de FET y de las JONS en Mallorca.
Posteriormente, tras el final de la contienda, sería miembro del Consejo Nacional de FET y de las JONS. Falleció en Madrid en 1942.